# Pořad byl zrušen
Pořad byl zrušen (v anglickém originále Cancelled) je první díl sedmé řady amerického animovaného televizního seriálu Městečko South Park.

## Děj
Mimozemšťané opět Cartmanovi umístili do zadku sondu (satelitní anténu). Krátce na to jsou Stan, Kyle, Kenny a Cartman uneseni mimozemskou lodí a dozví se, že život na planetě Zemi byla jen jedna velká reality show, jež mimozemšťané celou dobu sledovali.
První minuty epizody jsou dějově narážkou na pilotní díl seriálu Cartman dostává anální sondu.